# Bothrocara hollandi
Bothrocara hollandi är en fiskart som först beskrevs av Jordan och Hubbs 1925.  Bothrocara hollandi ingår i släktet Bothrocara och familjen tånglakefiskar. Inga underarter finns listade.